# انتقال عمودي
الانتقال العمودي (بالإنجليزية: Vertical transmission)‏ يسمى لدى الإنسان انتقال من الأم إلى طفلها (بالإنجليزية: mother-to-child transmission)‏ هو انتقال العدوى أو مرض آخر من إناث الأنواع إلى أبنائها.